# Raportor special al ONU privind impactul poluării mediului asupra drepturilor omului și gestionarea deșeurilor periculoase
Poziția raportorului special cu privire la impactul poluării mediului asupra drepturilor omului (în engleză Special Rapporteur on toxics and human rights) a fost creată pentru a investiga și analiza contextul poluării mediului asupra drepturilor omului și pentru a promova implementarea de soluții.

## Mandatul ONU
Comisia ONU pentru Drepturile Omului⁠(d) a creat această poziție la 8 martie 1995 printr-o rezoluție în care era definită și misiunea. Acest mandat ONU este limitat la trei ani și este prelungit în mod regulat. După ce Comisia ONU pentru Drepturile Omului a fost înlocuită de Consiliul ONU pentru Drepturile Omului⁠(d) în 2006, acesta este în prezent responsabil și exercită supraveghere asupra raportorului. Ultima prelungire a mandatului a avut loc pe 5 octombrie 2017.
Raportorul Special nu este un angajat al Națiunilor Unite, dar are un mandat de către ONU, iar [[{{{2}}}|Consiliul pentru Drepturile Omului al ONU]]⁠(en)[traduceți] a emis un cod de conduită în acest scop. Statutul independent al oficialului ales este crucial pentru îndeplinirea imparțială a atribuțiilor sale. Durata mandatului unui raportor este limitată la maximum șase ani.
Pregătește studii tematice și elaborează linii directoare pentru îmbunătățirea drepturilor omului. Raportorul special efectuează vizite în diverse țări la invitația statelor respective și poate face recomandări cu titlu consultativ. Acesta examinează comunicările primite legate de posibile încălcări și face sugestii statelor cu privire la modul în care acestea pot remedia eventualele deficiențe. De asemenea, efectuează proceduri de verificare ulterioară, în care inspectează implementarea recomandărilor. În acest scop, el pregătește rapoarte anuale pentru [[{{{2}}}|Consiliul ONU pentru Drepturile Omului]]⁠(en)[traduceți].

## Titulari
- 1995–2004 Fatma Zohra Ouhachi-Vesely – Algeria
- 2004–2010 Okechukwu Ibeanu – Nigeria
- 2010–2012 Călin Georgescu – România
- 2012–2014 Marc Pallemaerts – Belgia
- 2014–2020 Baskut Tuncak – Turcia
- din 2020 Marcos A. Orellana – Chile